# تايسون ألوالو
تايسون ألوالو (من مواليد 12 ماي 1987 في مدينة هونولولو ) هو لاعب كرة قدم أمريكي. يلعب حاليًا مع بيتسبرغ ستيلرز في الدوري الوطني لكرة القدم (NFL).

## سيرة شخصية

### شباب
ولد تايسون في هونولولو . وله سبع أخوات وأخ . التحق بمدرسة سانت لويس في هاواي وتخرج منها سنة 2005 .